# Championnat de Suède de football américain
Le Championnat de Suède de football américain est une compétition sportive réunissant depuis 1985 l'élite des clubs suédois de football américain. 
Depuis 1991, la compétition est organisée par l'Association suédoise de football américain (Svenska Amerikansk Fotbollförbundet en suédois ou SAFF en abrégé).

## Organisation
Pour la saison 2018, les clubs de football américains suédois étaient répartis comme suit :
- La Supererien :
  - Créée en 1991, son nombre d'équipe varie en fonction des années. Un système de relégation est prévu mais varie en fonction du nombre d'équipes la composant. Pour la saison 2018, deux équipes qui pouvaient rester en Superserien ont décidé de descendre en Division I. Avec le montant de Division 1, la Superserien n'était donc composée que de 5 équipes
  - Après la saison régulière (10 matchs maximum), les quatre premières équipes classées sont qualifiés pour les demi-finales (éliminations directes : 1er-4e et 3e-4e). Les vainqueurs des demi-finales se disputent le "Swedish Bowl".
- La Division 1 composée de :
  - La Division I East de 6 équipes ;
  - La Division I West de 7 équipes ;
  - La Division I South de 6 équipes ;
  - Il existe un système de promotion au terme de playoffs. Le système varie en fonction des équipes présentes en Superserien.

## Saison 2024
- Carlstad Crusaders
- Örebro Black Knights (sv)
- Stockholm Mean Machine
- Tyresö Royal Crowns
- Limhamn Griffins
- AIK Stockholm
- Kristianstad Predators
- Oslo Vikings

Les équipes de Limhamn Griffins et Tyresö Royal Crowns ont décidé en 2018 de ne pas rester en Superserien et ont rejoint le Division 1,.
Pour la saison 2019, ce sont les Gothenburg Marvels qui décident de ne plus participer à la Superserien.
Les quatre équipes du championnat jouent six matchs en saison régulière. Elles sont classées et s'opposent lors de deux demi-finales (1 vs 4 et 2 vs 3). Les deux gagnants jouent le Swedish Bowl le six juillet 2019.

## Saison 2020
Le début de la saison 2020 a été reporté au plus tôt pour le 15 août 2020 à la suite de la pandémie de Covid-19.

## Palmarès
| Date               | Édition | Vainqueur              | Score   | Finaliste              |
| ------------------ | ------- | ---------------------- | ------- | ---------------------- |
| 1985               | -       | Lidingo Pink Chargers  | 06 - 0  | Danderyd Mean Machine  |
| 1986               | I       | Lidingo Pink Chargers  | 15 - 06 | Harbour Buccaneers     |
| 1987               | II      | Kristianstad Lions     | 22 - 0  | Danderyd Mean Machine  |
| 1988               | III     | Kristianstad Lions     | 25 - 08 | Lidingo Pink Chargers  |
| 1989               | IV      | Kristianstad Lions     | 22 - 08 | Stockholm Wildcats     |
| 1990               | V       | Danderyd Mean Machine  | 28 - 21 | Limhamn Griffins       |
| 15 septembre 1991  | VI      | Uppsala 86ers          | 30 - 10 | Kristianstad Lions     |
| 30 juillet 1992    | VII     | Uppsala 86ers          | 22 - 12 | Danderyd Mean Machine  |
| 30 juillet 1993    | VIII    | Limhamn Griffins       | 38 - 36 | Uppsala 86ers          |
| 30 juillet 1994    | IX      | Limhamn Griffins       | 37 - 07 | Kristianstad Lions     |
| 30 juillet 1995    | X       | Solna Chiefs           | 22 - 0  | Limhamn Griffins       |
| 18 août 1996       | XI      | Kristianstad Lions     | 20 - 14 | Limhamn Griffins       |
| 24 août 1997       | XII     | Stockholm Mean Machine | 28 - 21 | Uppsala 86ers          |
| 26 juillet 1998    | XIII    | Stockholm Mean Machine | 31 - 10 | Orebro Black Knights   |
| 22 août 1999       | XIV     | Stockholm Mean Machine | 48 - 25 | Orebro Black Knights   |
| 2 octobre 2000     | XV      | Stockholm Mean Machine | 55 - 17 | Tyresö Royal Crowns    |
| 2 septembre 2001   | XVI     | Tyresö Royal Crowns    | 30 - 25 | Stockholm Mean Machine |
| 1er septembre 2002 | XVII    | Stockholm Mean Machine | 28 - 20 | Carlstad Crusaders     |
| 20 septembre 2003  | XVIII   | Arlanda Jets           | 14 - 07 | Carlstad Crusaders     |
| 5 septembre 2004   | XIX     | Stockholm Mean Machine | 07 - 0  | Carlstad Crusaders     |
| 4 septembre 2005   | XX      | Stockholm Mean Machine | 35 - 21 | Carlstad Crusaders     |
| 10 septembre 2006  | XXI     | Stockholm Mean Machine | 24 - 21 | Carlstad Crusaders     |
| 8 septembre 2007   | XXII    | Limhamn Griffins       | 90 - 06 | Carlstad Crusaders     |
| 21 septembre 2008  | XXIII   | Stockholm Mean Machine | 70 - 39 | Arlanda Jets           |
| 20 septembre 2009  | XXIV    | Stockholm Mean Machine | 24 - 20 | Carlstad Crusaders     |
| 19 septembre 2010  | XXV     | Carlstad Crusaders     | 37 - 15 | Tyresö Royal Crowns    |
| 24 septembre 2011  | XXVI    | Carlstad Crusaders     | 20 - 07 | Tyresö Royal Crowns    |
| 14 juillet 2012    | XXVII   | Carlstad Crusaders     | 24 - 0  | Tyresö Royal Crowns    |
| 7 septembre 2013   | XXVIII  | Carlstad Crusaders     | 47 - 25 | Örebro Black Knights   |
| 7 septembre 2014   | XXIX    | Carlstad Crusaders     | 49 - 09 | Örebro Black Knights   |
| 6 septembre 2015   | XXX     | Carlstad Crusaders     | 42 - 17 | Örebro Black Knights   |
| 9 juillet 2016     | XXXI    | Carlstad Crusaders     | 34 - 22 | Uppsala 86ers          |
| 8 juillet 2017     | XXXII   | Carlstad Crusaders     | 24 - 0  | Örebro Black Knights   |
| 7 juillet 2018     | XXXIII  | Stockholm Mean Machine | 42 - 41 | Carlstad Crusaders     |
| 6 juillet 2019     | XXXIV   | Stockholm Mean Machine | 49 - 35 | Carlstad Crusaders     |
| 24 octobre 2020    | XXXV    | Carlstad Crusaders     | 14 - 12 | Stockholm Mean Machine |
| 10 juillet 2021    | XXXVI   | Örebro Black Knights   | 28 - 14 | Stockholm Mean Machine |
| 9 juillet 2022     | XXXVII  | Stockholm Mean Machine | 52 - 08 | Örebro Black Knights   |
| 8 juillet 2023     | XXXVIII | Stockholm Mean Machine | 53 - 35 | Tyresö Royal Crowns    |

| Rang | Club                       | Nombre de titres | Dernier titre | Nombre de finales perdues | Dernière défaite en finale |
| ---- | -------------------------- | ---------------- | ------------- | ------------------------- | -------------------------- |
| 1    | Mean Machines de Stockholm | 15               | 2023          | 6                         | 2021                       |
| 2    | Carlstad Crusaders         | 9                | 2020          | 9                         | 2019                       |
| 3    | Kristianstad Lions         | 4                | 1996          | 2                         | 1994                       |
| 4    | Limhamn Griffins           | 3                | 2007          | 3                         | 1996                       |
| 5    | Uppsala 86ers              | 2                | 1992          | 3                         | 2016                       |
| 6    | Lidingo Pink Chargers      | 2                | 1986          | 1                         | 1988                       |
| 7    | Örebro Black Knights       | 1                | 2021          | 7                         | 2022                       |
| 8    | Tyresö Royal Crowns        | 1                | 2001          | 5                         | 2023                       |
| 9    | Arlanda Jets               | 1                | 2003          | 1                         | 2008                       |
| 10   | Solna Chiefs               | 1                | 1996          | -                         | -                          |

## Statistiques
- Plus grand nombre de victoires en finale : 9 - Mean Machines de Stockholm
- Plus grand nombre de participations à une finale : 13 - Mean Machines de Stockholm
- Victoire la plus large en finale : 38
  - Mean Machines de Stockholm 55-17 Tyresö Royal Crowns, en 2000
- Plus grand nombre de points marqués en finale : 74
  - Limhamn Griffins 38-36 Uppsala 86ers, en 1993
- Plus grand nombre de points marqués en finale par une équipe: 55
  - Mean Machines de Stockholm, en 2000
- Victoire la moins large en finale : 2
  - Limhamn Griffins 38-36 Uppsala 86ers, en 1993
- Plus petit nombre de points marqués en finale : 6
  - Lidingo Pink Chargers 6-0 Mean Machines de Stockholm, en 1985
- Plus petit nombre de points marqués en finale par une équipe : 0
  - Mean Machines de Stockholm, en 1985 ;
  - Mean Machines de Stockholm, en 1987 ;
  - Limhamn Griffins, en 1995 ;
  - Carlstad Crusaders, en 2004.